# 출자
출자(出資)란 자본으로서 돈이나 물건을 회사나 조합, 그 밖의 영리 법인에 내놓는 것을 말한다.

## 상법 상의 출자

### 합명회사에서의 출자
합명회사의 사원은 회사의 목적을 달성하기 위하여 유형·무형의 것을 회사에 급부하여야 한다. 이 급여를 출자라고 한다. (→합명회사#사원의 출자)

### 합자회사에서의 출자
합자회사의 사원에는 유한책임사원과 무한책임사원의 두 종류가 있는데 무한책임사원의 출자에 있어서는 재산출자로서 금전 기타의 재산, 예컨대 동산·부동산·채권·유가증권·무체재산권(특허권 등)도 출자할 수 있는 외에 신용출자로서 자기의 신용을 회사에 이용시킬 수도 있다. 또 회사를 위하여 일정한 노무, 즉 육체적·정신적 어느 것이나 제공할 수 있으며 이것을 출자로 할 수 있다. 이점은 합명회사의 무한책임사원의 출자와 전적으로 동일하다. 이에 반하여 유한책임사원의 경우는 자본적으로 참가할 뿐으로 신용출자나 노무출자는 인정되지 않는다. 그리고 유한책임사원은 출자액을 한도로 하여서만 회사채권자에 대하여 직접책임을 부담할 뿐이다.

### 주식회사에서의 출자
회사의 재무구조는 크게 자산, 부채, 자본으로 나눌 수 있는데, 회사의 미래 경제적 효익을 가져다 줄 것으로 기대되는 자산에서 채무자에게 지급할 의무인 부채를 차감한 항목이 자본이다.
쉽게 말해서 회사에서 가지고 있는 돈이나 물건 중 빚을 갚고서 남는게 자본이라는 건데, 이러한 자본이 주주가 소유권을 주장할 수 있는 부분인 것이다.(주식회사 기준)
회사 최초 설립시나 경영중 회사가 필요한 돈을 마련할 때, 빌리거나 받아서 마련하곤 한다.
빌릴땐 물론 얼마 후 원금과 이자를 갚겠다는 약정을 하지만 받을 때는 구체적으로 얼마를 언제 주겠다고 하지 않는다.
다만 나중에 이익이 나면 그에 대한 배당을 지급하거나 그러한 배당을 원하는 다른 이에게 배당받을 권리를 팔아 차익을 얻을 수 있는 것이다.
여기서 배당 받을 권리를 주식이라 할 수 있다.(물론 그외에도 주식을 나타낼 수 있는 내용<의결권 등>은 많지만 여기선 편의상 배당만으로 국한한다.)
바로 여기서 빌리는 것이 부채이고, 받는 것이 자본이다.

## 민법의 조합에서의 출자
조합에서 출자는 조합을 설립함에 있어서 사업을 경영하기 위한 자본으로서, 금전 기타 재산·노무 또는 신용을 제공하는 것을 말한다. 따라서 반드시 금전일 필요는 없으며 물건·물권·무체재산권·채권은 물론이고, 노무·상호·신용 등도 출자의 목적물이 된다(이른바 현물출자·신용출자·노무출자가 인정된다).